# Фанфарон
Фанфарон (исп. fanfarron) — самоуверенный человек, представляющий себя в выгодном виде, хвастун, бахвал, лгун. 
По распространённой версии, слово попало в европейские языки из испанского, куда оно пришло из арабского (farfâr — болтун, лгун, ненадёжный человек). По другой версии, слово происходит от французского fanfare — звук трубы.
В театре фанфарон — тип хвастуна, выставляющего свои мнимые подвиги напоказ. Такой сатирический типаж имеет параллели во многих театральных традициях: древнегреческий «алазон», римский «хвастливый воин» (лат. miles gloriosus), испанский «капитан» (capitan), английский «braggadocio». Наиболее известные персонажи: Матамор в «Комической иллюзии» Пьера Корнеля, Фальстаф в произведениях Уильяма Шекспира. В русском театре типаж представлен Хлестаковым, главным героем комедии Николая Гоголя «Ревизор». Константин Станиславский писал об этой роли: «Логика говорит: если Хлестаков фанфарон и трус, то в душе он боится встречи с хозяином, а внешне храбрится и хочет быть спокойным». Рассказ «Фанфарон» («Матушкин сынок», 1854) был одним из самых популярных произведений писателя Алексея Писемского. В русском языке от этого слова образованы производные фанфаронить, фанфаронада, фанфаронство, характеризующие поведение человека. Эти слова неоднократно встречаются в произведениях русской литературы, в частности у Фёдора Достоевского. «— Но какой вы, однако же, фанфарон! — с некоторым отвращением произнёс Раскольников. // — Ну, ей-богу же, нет! — хохоча отвечал Свидригайлов, — а впрочем, не спорю, пусть и фанфарон; но ведь почему же и не пофанфаронить, когда оно безобидно» («Преступление и наказание»). «Уйди, Рогожин, тебя не нужно! — кричала она почти без памяти, с усилием выпуская слова из груди, с исказившимся лицом и с запекшимися губами, очевидно сама не веря ни на каплю своей фанфаронаде, но в то же время хоть секунду ещё желая продлить мгновение и обмануть себя» («Идиот»).